# Świdwin
Świdwin (Aussprache: [ˈɕfidvin]; deutsch Schivelbein) ist eine Kreisstadt in der polnischen Woiwodschaft Westpommern. Sie hat etwa 15.000 Einwohner und ist Verwaltungssitz einer eigenständigen Landgemeinde (gmina wiejska) mit über 6000 Bewohnern.

## Geographische Lage

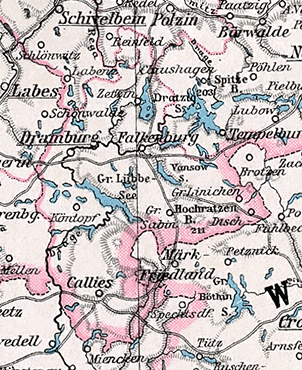
Schivelbein nördlich der Stadt Dramburg und westlich der Stadt Bad Polzin auf einer Landkarte von 1905

Stadtpanorama, Lithographie aus der Zeit vor 1846

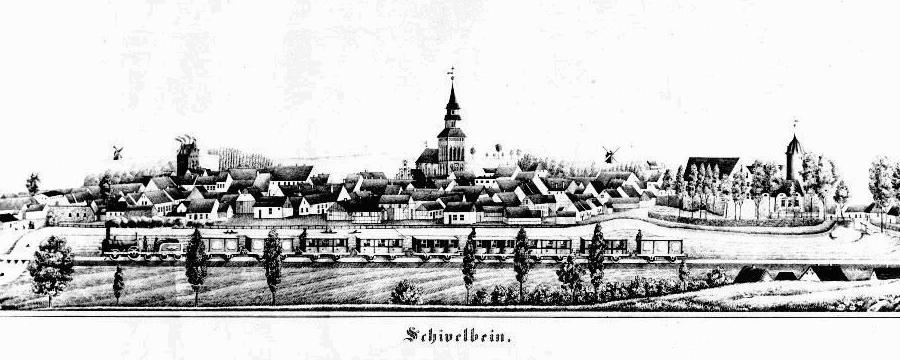
Altstadt von Schivelbein am gegenüberliegenden (linken) Ufer der Rega, mit Eisenbahn am diesseitigen (rechten) Ufer (etwa 1860)

Die Stadt liegt in Hinterpommern im Tal der Rega, die hier von Norden nach Süden fließt, an deren linkem Ufer und an den nordwestlichen Ausläufern der Pommerschen Schweiz auf 65 m ü. NHN, etwa 90 Kilometer nordöstlich von Stettin und 44 Kilometer südlich der Ostsee-Hafenstadt Kołobrzeg (Kolberg). Im Norden erstreckt sich ein großes Waldgebiet mit dem 176 m hohen Kłorowka (Klorberg).

## Geschichte

### Mittelalter
Ältere Formen des Stadtnamens sind Schiuelben (1280), Schiuelbein (1292), Schievelbein (1319), Schyvelbeyn (1337), Schibelbeyn (1448), Scheybelben (1477) und Schifelbein (17. Jahrhundert). Schivelbein hat in seiner mehr als siebenhundertjährigen Geschichte mehrmals seine herrschaftliche Zugehörigkeit gewechselt. Zu Beginn des 13. Jahrhunderts gehörte das Gebiet um Schivelbein zum Einflussbereich des pommerschen Herzogs Barnim I. Im Jahre 1248 übereignete der Herzog einen Teil seines Landes, zu dem auch das Schivelbeiner Gebiet gehörte, an den Bischof Hermann von Cammin. Zur gleichen Zeit bemühten sich die brandenburgischen Markgrafen, die von ihnen beherrschte Neumark nach Norden auszudehnen. So kam es dazu, dass der Camminer Bischof schon zwanzig Jahre später das Schivelbeiner Gebiet an die Brandenburger weiterverkaufte.
Anhand eines Siegels, das die Jahreszahl 1296 trägt, ist belegt, dass Schivelbein zu dieser Zeit bereits als Stadt existierte. Seine Geschicke wurden von einem von der Bürgerschaft gewählten Rat geleitet. Es muss der Stadt wirtschaftlich gut gegangen sein, denn in der ersten Hälfte des 14. Jahrhunderts wurden eine massive Stadtbefestigung und die Marienkirche errichtet. 1319 erwarb Wedego von Wedel Stadt und Herrschaft Schivelbein von Markgraf Woldemar. Sein Enkel Hans von Schivelbein musste 1384 den Rest seines Besitzes, nachdem er den Großteil in der Erfüllung seines Amts als Landvogt der Neumark verausgabt hatte, an den Deutschen Orden abtreten.
Zwischen 1440 und 1443 entstand vor der Stadt auf einer Feldmark an der Rega das Kartäuserkloster Gottesfriede, dessen Schirmherr der Ordenshochmeister Konrad von Erlichshausen wurde. Für ihre Sicherheit erhielten die Kartäusermönche auch ein Gebäude innerhalb der Stadt.
Um 1447 war Walther Kersekorf Ordensvogt in Schivelbein, der im Zeitraum 1424 bis 1434 Komtur von Danzig gewesen war.
Der Deutsche Orden war nicht in der Lage, die Stadt vor den dauernden Überfällen der Raubritter zu schützen, so dass sich die Bürger an den brandenburgischen Kurfürsten um Hilfe wandten. So kam es dazu, dass Schivelbein nach einem erneuten Verkauf 1455 wieder unter brandenburgische Herrschaft kam.

### Neuzeit
Die ungünstige Lage – das Schivelbeiner Land war von drei Seiten von Pommern eingegrenzt – beeinträchtigte den Handel allerdings weiterhin, doch herrschte wenigstens über 150 Jahre Frieden. Die Bevölkerungszahl nahm deutlich zu, und mit den schließlich 74 entstandenen Brauereien entwickelte sich Schivelbein zu einer der bedeutendsten Braustädte der Region. Stadtbrände verhinderten jedoch immer wieder ein weiteres Aufstreben. So zerstörte 1619 ein Feuer die gesamte Innenstadt samt Kirche. Noch schwerer traf es die Stadt im Dreißigjährigen Krieg. Sie geriet zwischen die Fronten der schwedischen und kaiserlichen Truppen, und im Kampf um das Schivelbeiner Schloss ging die Stadt in Flammen auf. Mit dem Komtur Georg von Winterfeld flüchteten viele Bürger nach Polen, und am Ende des Krieges waren von ehemals etwa 250 Wohnhäusern noch höchstens 30 übrig. Nach der erfolgten Beseitigung der Kriegsschäden, verwüstete 1689 ein Brand die Stadt. Der Wiederaufbau mit Hilfe durch den brandenburgischen Kurfürsten und später durch König Friedrich Wilhelm I. wurde erst gegen 1720 abgeschlossen. Zu dieser Zeit lebten um die 500 Menschen in der Stadt. Schon zur Mitte des 18. Jahrhunderts hatte sich die Bevölkerungszahl demgegenüber verdoppelt.
Mit der strukturellen Erholung Schivelbeins entwickelten sich auch Handel und Gewerbe positiv. Die Tuchmacher wurden zur führenden Zunft, gefolgt von den Schuhmachern. Kurz nach 1700 siedelte sich die erste jüdische Familie an, um 1790 waren es fünf Familien. Erneute Rückschläge kamen mit dem Siebenjährigen Krieg durch russische Besetzung und den napoleonischen Kriegen mit französischen Truppen in der Stadt. Durch geschicktes Finanzgebaren des Schivelbeiner Magistrates, der unter anderem große Teile des städtischen Landbesitzes verkaufte, konnte nach 1815 die Weiterentwicklung der Stadt vorangetrieben werden.

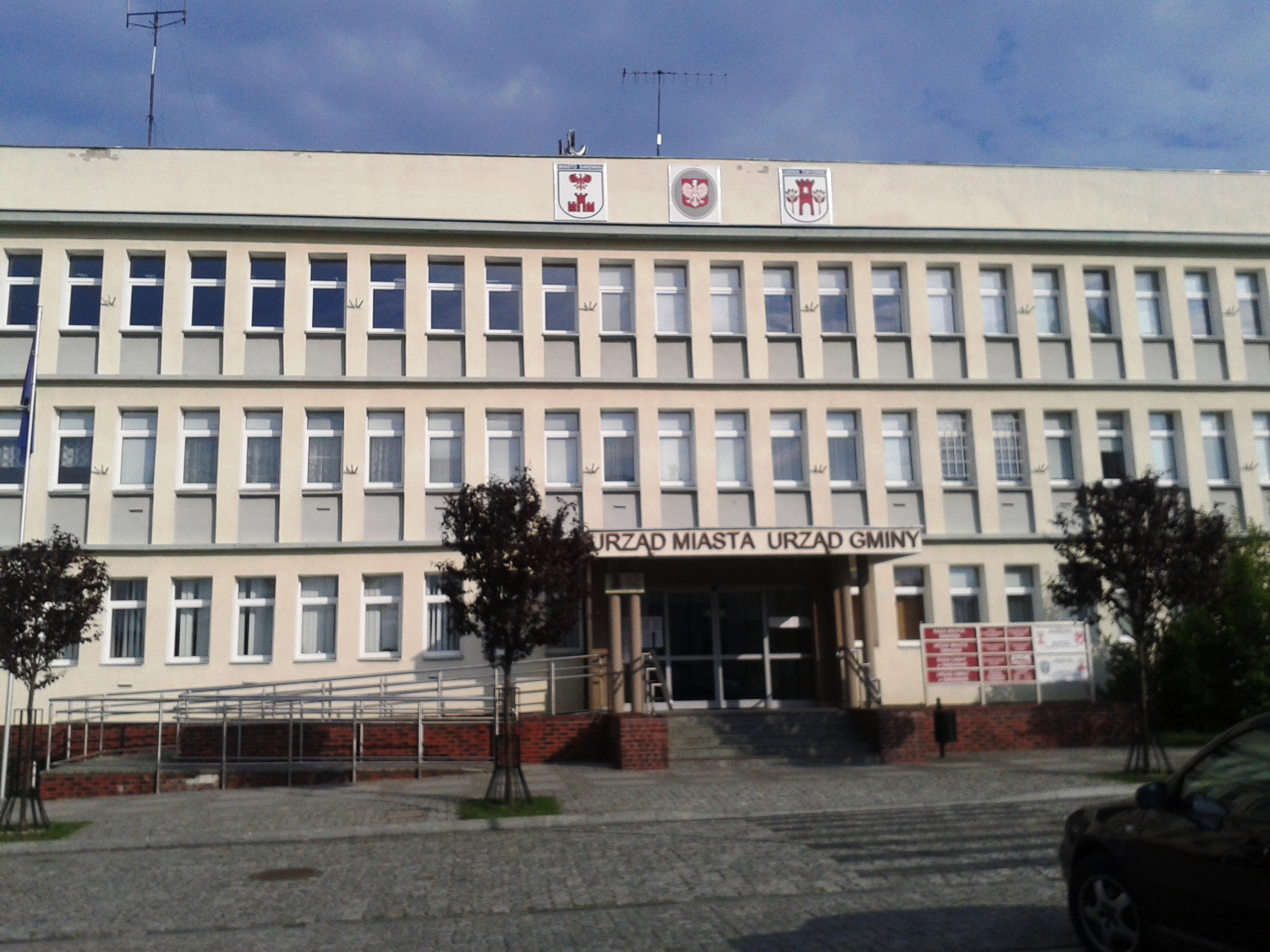
Stadt- und Gemeindeverwaltung

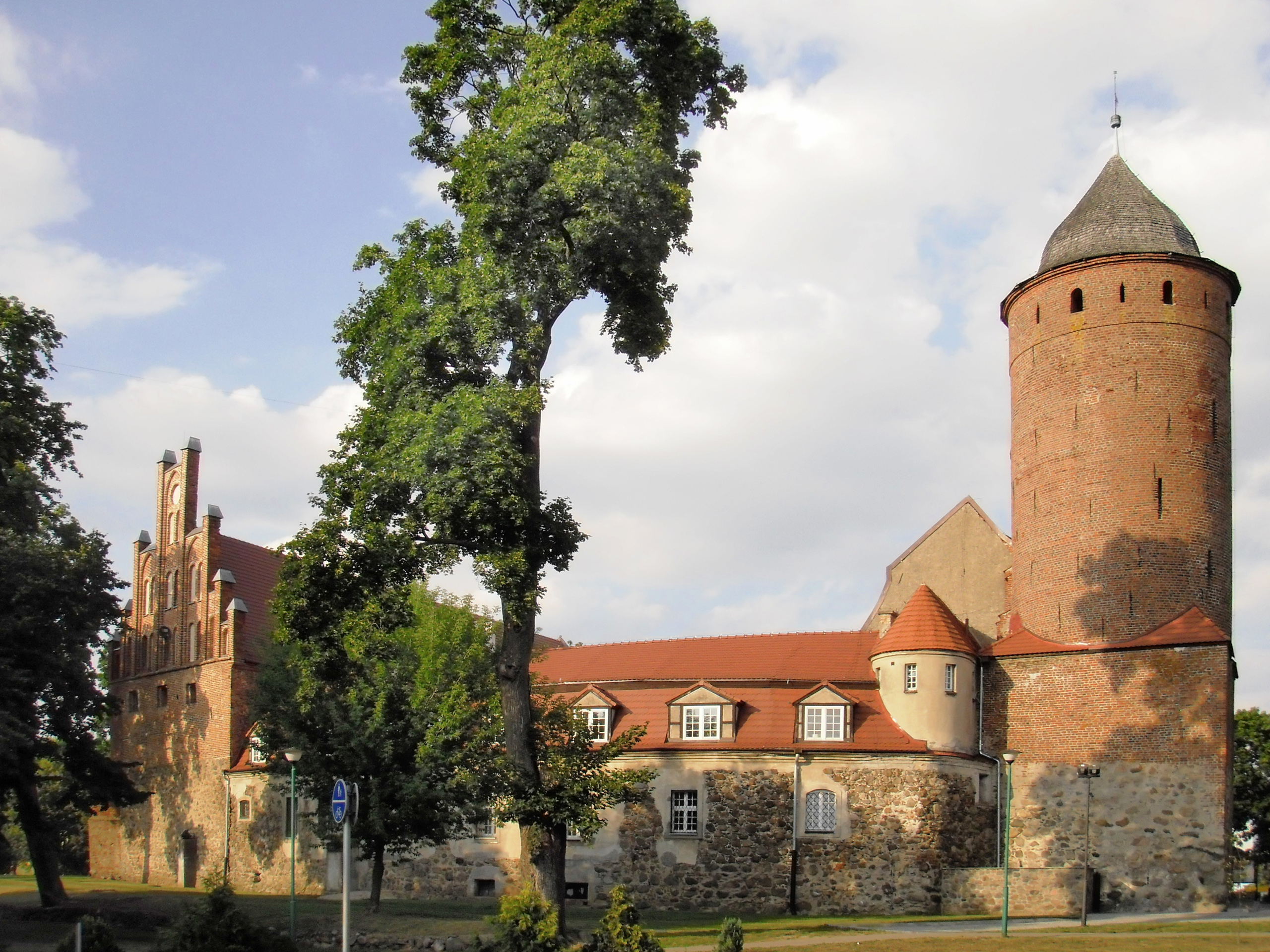
Schloss

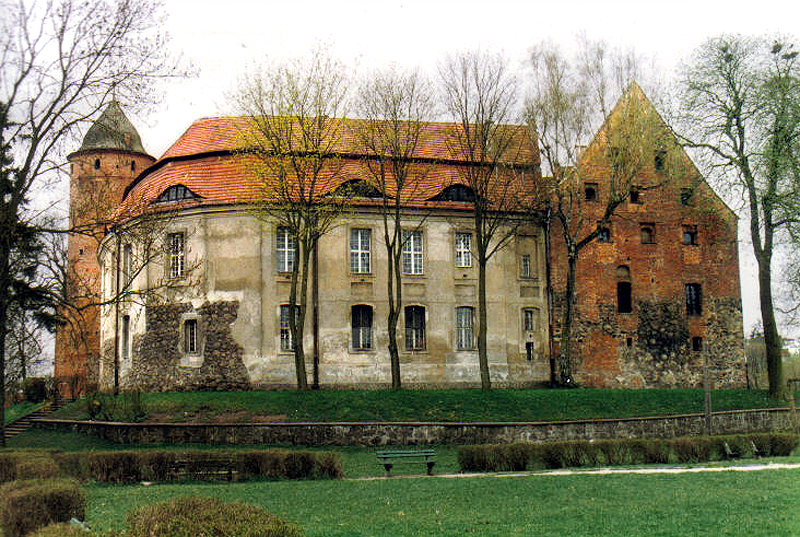
Schloss

Mit der preußischen Verwaltungsreform von 1816 wurde Schivelbein – nach über 360 Jahren der Zugehörigkeit zu Brandenburg – der Provinz Pommern zugeordnet. Dort war es dann Kreisstadt des Kreises Schivelbein. Die Befestigungsanlagen, die bisher einer Ausbreitung der Stadt in Wege gestanden hatten, wurden abgetragen, und es entstanden neue Siedlungsgebiete. Für die damals rund 100 Juden wurde 1821 eine erste Synagoge aus Holz errichtet. Innerhalb von 50 Jahren verfünffachte sich die Bevölkerungszahl auf über 5000 Einwohner (1875: 5638). War Schivelbein bisher überwiegend eine Ackerbürgerstadt gewesen, verlagerte sich der Schwerpunkt nun zu einem pulsierenden Handelsplatz. Dazu trugen auch der Bau der neuen Chaussee nach Stargard bei, der 1848 abgeschlossen war, sowie der Bahnanschluss, der 1859 erfolgte. Eine Bereicherung für die Stadt war die Gründung der Landwirtschaftsschule, die im Jahre 1877 erfolgte. 1880 wurde eine neue, repräsentative Synagoge errichtet. Im Jahr darauf kam es – wie im nahegelegenen Neustettin – zu antijüdischen Ausschreitungen, bei denen Geschäfte jüdischer Inhaber demoliert und geplündert, aber auch Wohnhäuser angegriffen und jüdische Bürger zusammengeschlagen wurden. Der örtliche Kriegerverein setzte den Krawallen mit aufgepflanzten Bajonetten ein Ende. Um 1895 erreichte die jüdische Gemeinde der Stadt mit 400 Mitgliedern (6 % der Gesamtbevölkerung) ihren Höchststand.

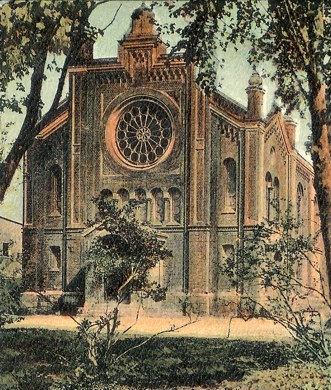
Ehemalige Synagoge, zu Beginn des 20. Jahrhunderts

### 20. Jahrhundert
Im Ersten Weltkrieg blieb Schivelbein unbeschädigt. Im Jahr 1925 wurden in Schivelbein 8447 Einwohner, darunter 86 Katholiken und 166 Juden, gezählt, die auf 2298 Haushaltungen verteilt waren. Um das Jahr 1930 hatte die Gemarkung Schivelbein eine Fläche von 30,7 km² und im Stadtgebiet standen zusammen 775 Wohnhäuser an insgesamt neun Wohnorten:
1. Botenhagen
2. Emilienhof
3. Neu Schivelbein
4. Papiermühle
5. Rittergut Schivelbein
6. Schivelbein
7. Stadthof
8. Wachholzhausen
9. Walkmühle

Bei einer abermaligen Gebietsreform verlor Schivelbein 1932 den Status als Kreisstadt und wurde in den Landkreis Belgard eingegliedert. 
Um 1935 hatte Schivelbein unter anderem fünf Hotels, fünf Gasthöfe und Restaurants, zwei Cafés, eine Niederlassung der Reichsbank, zwei Sparkassen, drei Kaufhäuser, zwei Dampfmühlen, acht Getreidegroßhandlungen, fünf Viehhandlungen, eine Bierbrauerei, eine Essig- und Mostrichfabrik, eine weitere Mostrichfabrik, eine Molkerei, zwei Asphalt- und Dachpappenfabriken, eine Möbelfabrik, eine Kalksandsteinfabrik, eine Maschinenfabrik, drei Zementwarenfabriken, eine Ziegelei, drei Buchdruckereien und zahlreiche Handwerksbetriebe und Dienstleister. Bis zum Beginn des Zweiten Weltkriegs gab es nochmals eine Steigerung der Einwohnerzahl auf 9726 (1939). Während des nach der Ermordung eines Diplomaten inszenierten Pogroms am 9. November 1938 wurden die Schivelbeiner Synagoge in Brand gesetzt und völlig zerstört, der jüdische Friedhof geschändet.
Im Februar 1945 flüchtete ein Großteil der Einwohner Schivelbeins vor den anrückenden Roten Armee. Infolge der Kampfhandlungen wurde fast die gesamte Innenstadt zerstört, nur das Schloss, die Stadtkirche und das Steintor blieben verschont. Nach Beendigung der Kampfhandlungen wurde die Region im März zusammen mit ganz Hinterpommern seitens der sowjetischen Besatzungsmacht der Volksrepublik Polen zur Verwaltung überlassen. Anschließend zogen in die unbeschädigt gebliebenen Häuser der Außenbezirke polnische und ukrainische Zuwanderer ein, die zum Teil aus Gebieten östlich der neuen polnisch-sowjetischen Grenze kamen. Schivelbein erhielt die polonisierte Ortsbezeichnung ‚Świdwin‘. Die verbliebene deutsche Bevölkerung wurde von der polnischen Administration aus Schivelbein vertrieben.

### Demographie

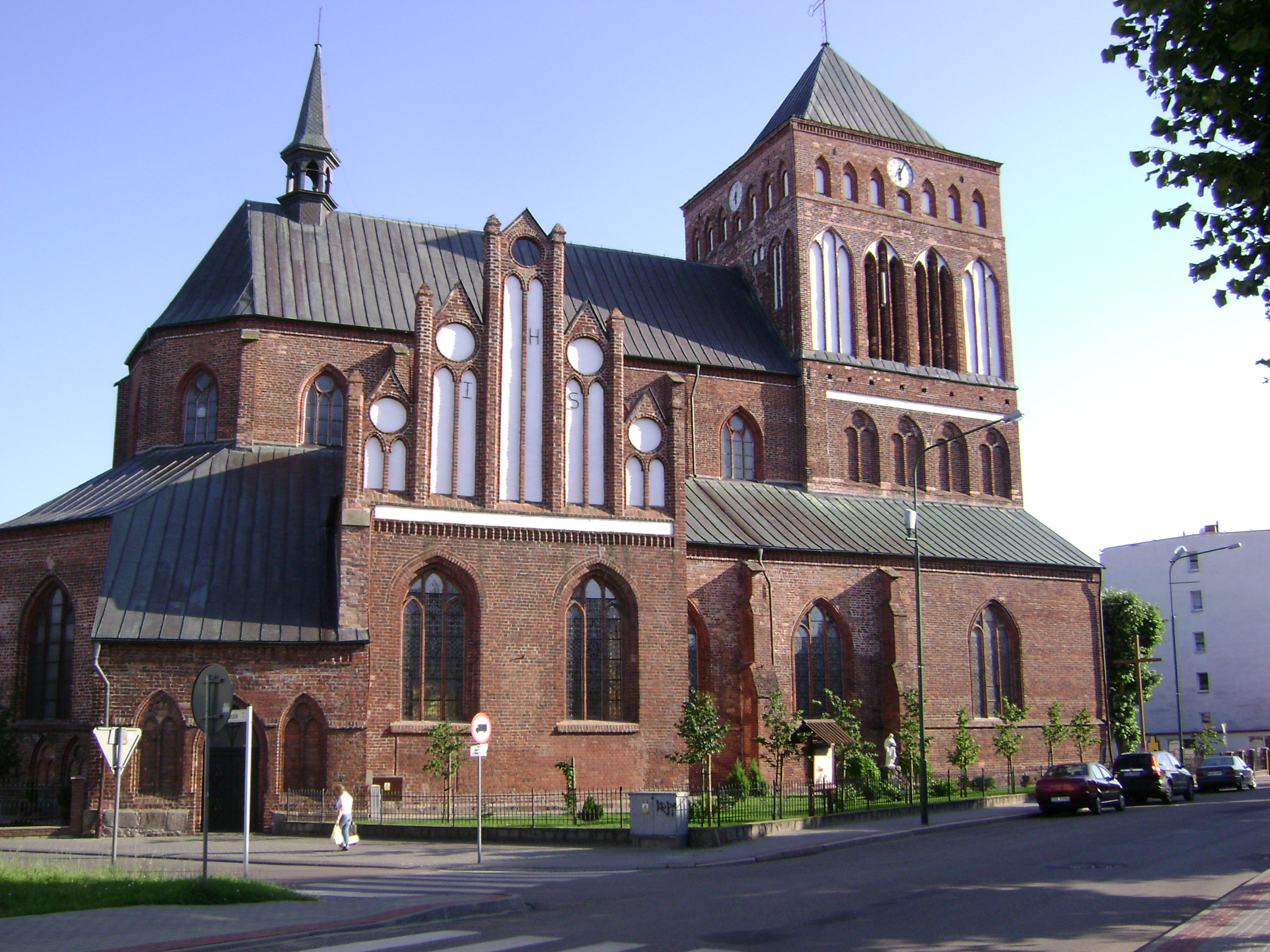
Marienkirche

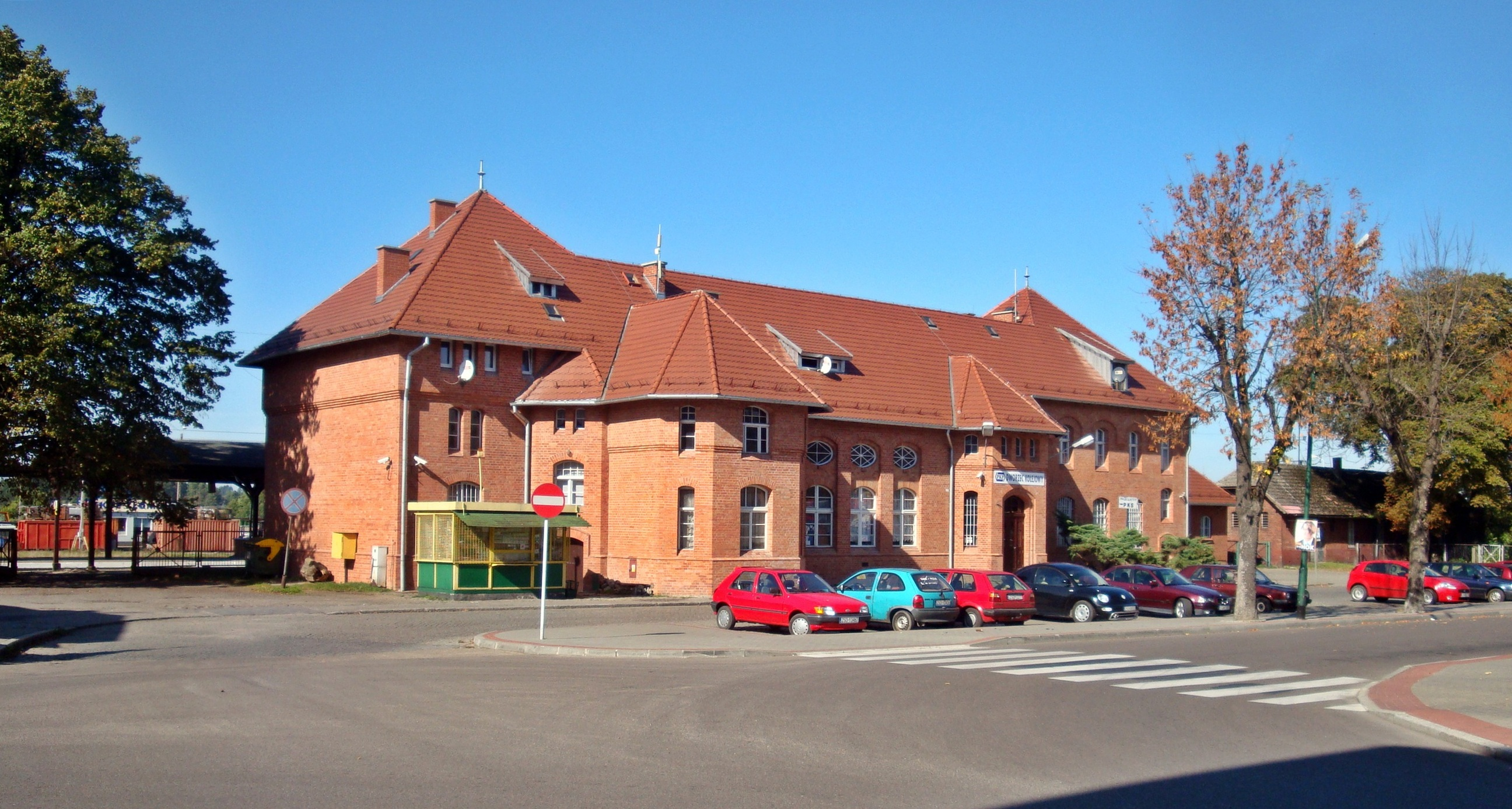
Bahnhof

| Jahr | Einwohner | Anmerkungen |
| ---- | --------- | --- |
| 1719 | 522       | 41 Häuser mit Ziegel-, 106 mit Strohdach, 86 wüste Stellen von dem Brand 1689                                                    |
| 1750 | 1129      | 223 Häuser mit Ziegeldach, zwölf wüste Stellen                                                                                   |
| 1801 | 1607      | 331 christliche Familien, vier jüdische Familien mit 30 Individuen, 237 Häuser mit Ziegeldach, ein Haus mit Strohdach            |
| 1810 | 1472      | [ 15 ] |
| 1816 | 1804      | davon 1725 Evangelische, 78 Juden, keine Katholiken; nach anderen Angaben 1806 Einwohner, darunter 78 Juden und keine Katholiken |
| 1821 | 2127      | in 290 Privatwohnhäusern |
| 1831 | 2668      | davon zehn Katholiken und 122 Juden                                                                                              |
| 1843 | 3422      | davon 14 Katholiken und 142 Juden                                                                                                |
| 1852 | 4250      | davon 39 Katholiken und 160 Juden                                                                                                |
| 1861 | 5043      | davon 41 Katholiken und 253 Juden                                                                                                |
| 1864 | 5466      | am 3. Dezember, Stadt, Gemeindebezirk                                                                                            |
| 1867 | 5518      | am 3. Dezember, Stadtgemeinde |
| 1871 | 5514      | am 1. Dezember, Stadtgemeinde, davon 5139 Evangelische, 57 Katholiken, drei sonstige Christen und 315 Juden                      |
| 1885 | 5784      | am 1. Dezember, Stadtgemeinde, davon 5414 Evangelische, 42 Katholiken, ein sonstiger Christ und 327 Juden                        |
| 1890 | 5923      | am 1. Dezember, Stadtgemeinde |
| 1905 | 7219      | meist Evangelische |
| 1910 | 7715      | auf einer Fläche von 3065 ha |
| 1925 | 8447      | davon 86 Katholiken und 166 Juden                                                                                                |
| 1933 | 9420      | [ 22 ] |
| 1939 | 9726      | [ 22 ] |

## Kirche
Die evangelische Marienkirche wurde 1945 von der polnischen Administration zugunsten der polnischen katholischen Kirche enteignet und vom katholischen Klerus neu geweiht.
Die vor 1945 ansässigen Stadtbewohner waren größtenteils Angehörige der evangelischen Landeskirche und gehörten zum Kirchspiel Schivelbein. Der Bestand an Kirchenbüchern reichte bis 1690 zurück.
Das katholische Kirchspiel war in Schivelbein. 
Die seit 1945 und der Vertreibung der deutschen Bevölkerung ansässigen polnischen Einwohner sind überwiegend katholisch.

## Verkehr
- Świdwin hat einen Bahnhof an der Bahnstrecke Gdańsk–Stargard (Danzig – Stargard). Die Bahnstrecke Połczyn Zdrój–Świdwin (Bad Polzin – Schivelbein) wurde 2006 endgültig stillgelegt.
- Im Straßenverkehr bestehen Verbindungen über die Woiwodschaftsstraßen 151 nach Gorzów Wielkopolski (Landsberg an der Warthe), 152 nach Płoty (Plathe) und Połczyn-Zdrój (Bad Polzin) sowie 162 nach Kołobrzeg (Kolberg) und Drawsko Pomorskie (Dramburg).

## Bauwerke

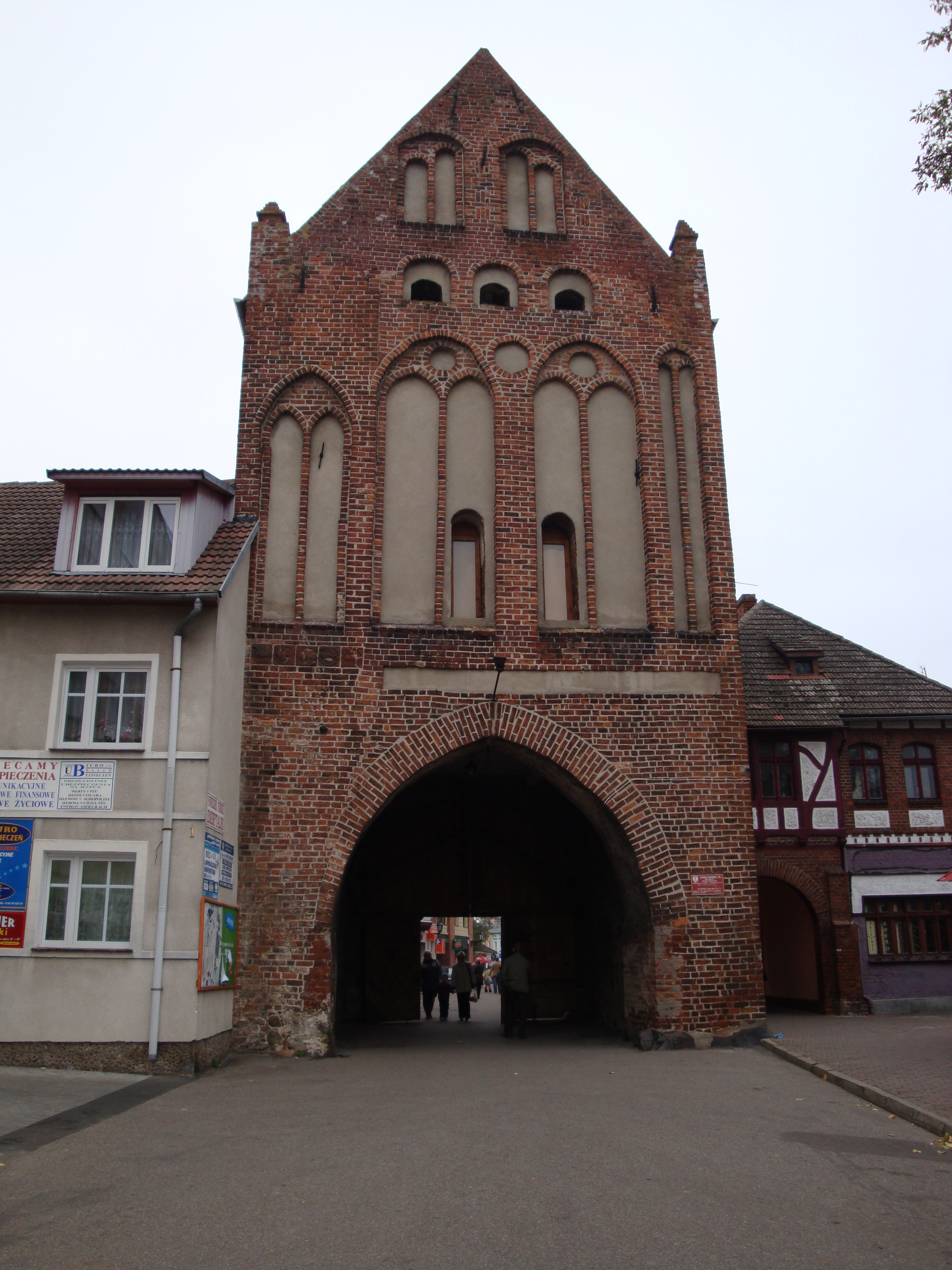
Steintor

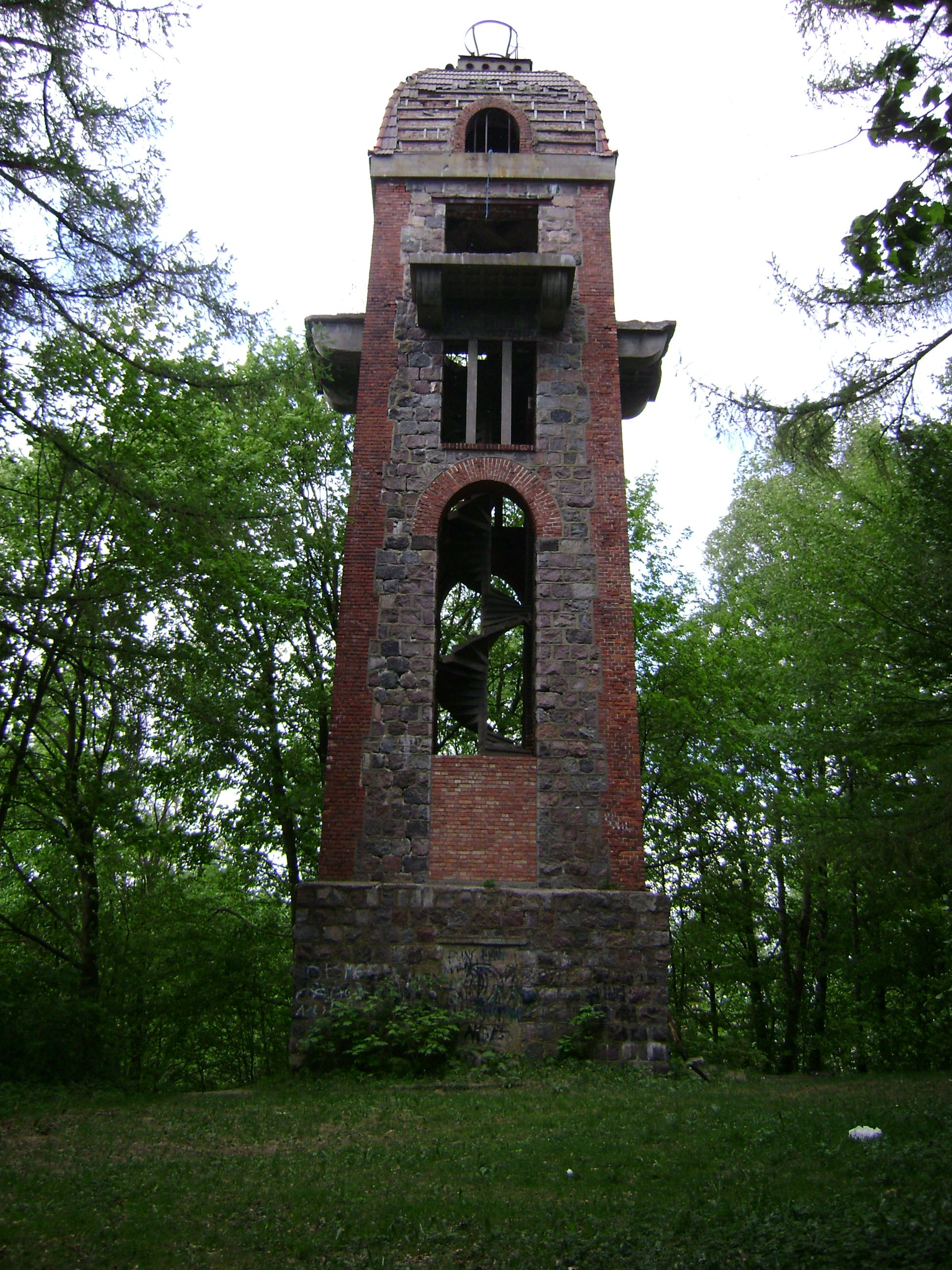
Bismarckturm

Nach den Zerstörungen des Zweiten Weltkriegs wurde die frühere Altstadt zum größten Teil mit Plattenbauten neubebaut – nur wenige Bürgerhäuser blieben erhalten. Die Hauptsehenswürdigkeiten der Stadt wurden wiederhergestellt.
- Die bis 1945 evangelische und seit 1950 katholische Marienkirche ist eine dreischiffige Backsteinbasilika aus dem 14. Jahrhundert, die nach kriegsbedingter Zerstörung von 1947 bis 1950 wiederaufgebaut wurde, wobei der Turm ein schlichtes Pyramidendach erhielt.
- Das Schloss Schivelbein, zeitweise Sitz eines Komturs des Johanniterordens, mit dem aus Findlingen erbauten mittelalterlichen Hauptgebäude und barocken Seitenflügeln wurde nach 1945 verwüstet und niedergebrannt. Von 1962 bis 1968 wiederaufgebaut, wird es seitdem als Kulturzentrum genutzt.
- Das im 14. Jahrhundert erbaute gotische Steintor ist das einzige erhaltene von ursprünglich drei Stadttoren
- Der Bismarckturm im Stadtpark am Ortsende Richtung Drawsko Pomorskie (Dramburg), an der Woiwodschaftsstraße 162, wurde 1911 errichtet

## Persönlichkeiten

### Söhne und Töchter der Stadt
- Carl Zoepffel (1784–1846), preußischer Polizeidirektor und Landrat des Kreises Monschau
- Louis Arthur von Briesen (1819–1896), preußischer Offizier, zuletzt Generalleutnant
- Rudolf Virchow (1821–1902), deutscher Pathologe und Politiker
- Gneomar Ernst von Natzmer (1832–1896), preußischer Oberst und Militärschriftsteller
- Werner von Rostken (1852–1924), preußischer Generalleutnant
- Otto Georg Bogislaf von Glasenapp (1853–1928), deutscher Beamter, Vizepräsident der Reichsbank
- Kurt Karl Gustav von Glasenapp (1856–1937), deutscher Theater-Film-Zensor und Schriftstellerverbandsfunktionär
- Otto Graunke (1861–1942), niederdeutscher Schriftsteller
- Fritz Krohn (1873–1941), deutscher Altphilologe und Gymnasiallehrer
- Walter Zechlin (1879–1962), deutscher Diplomat, Pressechef der Reichsregierung von 1925 bis 1932
- Julius C. Turner (1881–1948), Graphiker, Radierer und Gymnastiklehrer
- Erich Zechlin (1883–1954), deutscher Diplomat, Gesandter in Kowno (1933), später in Helsinki
- Hans-Joachim von Mellenthin (1887–1971), deutscher Marineoffizier, Widerstandskämpfer und Agronom
- Wilhelm Petzsch (1892–1938), deutscher Professor für Vorgeschichte
- Albert Altenburg (1894–1950), deutscher Holzschnitzer und Architekt
- Berthold Göcks (1897–1957), Politiker
- Karl Gleu (1901–1986), deutscher Chemiker, Professor in Frankfurt am Main
- Johannes Poeppel (1921–2007), deutscher General, Inspekteur des Heeres
- Heinz Fiukowski (1929–2020), deutscher Sprechwissenschaftler
- Bärbel Kozian (* 1940), deutsche Politikerin (PDS, CDU), ehemalige Abgeordnete der Volkskammer sowie des Landtags von Mecklenburg-Vorpommern
- Teresa Żurowska (* 1956), österreichisch-polnische Handballspielerin

### Bürgermeister
- Lionel Pracht (1875–1945), deutscher Verwaltungsbeamter und Politiker (DDP), 1906 bis 1918 Bürgermeister von Schivelbein

## Landgemeinde Świdwin
Die Stadt Świdwin ist Verwaltungssitz der Landgemeinde (gmina wiejska) Świdwin, gehört ihr als eigenständige Stadtgemeinde jedoch nicht an. Die Gmina Świdwin umfasst eine Fläche von 247,34 km² um die Stadt Świdwin mit 6.128 Einwohnern.